# Гидрооксалат ниобия(V)
Гидрооксалат ниобия(V) — неорганическое соединение,
кислая соль ниобия и щавелевой кислоты
с формулой Nb(HC2O4)5,
бесцветные кристаллы,
гидролизуется в воде,
образует кристаллогидраты.

## Физические свойства
Гидрооксалат ниобия(V) образует бесцветные кристаллы.
Гидролизуется в воде, растворяется в растворах щавелевой кислоты.
Образует кристаллогидраты состава Nb(HC2O4)5•n H2O, где n = 5 и 6.

## Применение
- Прекурсор в производстве ниобийсодержащих катализаторов
- [1].